# Monte Naajatsiaat

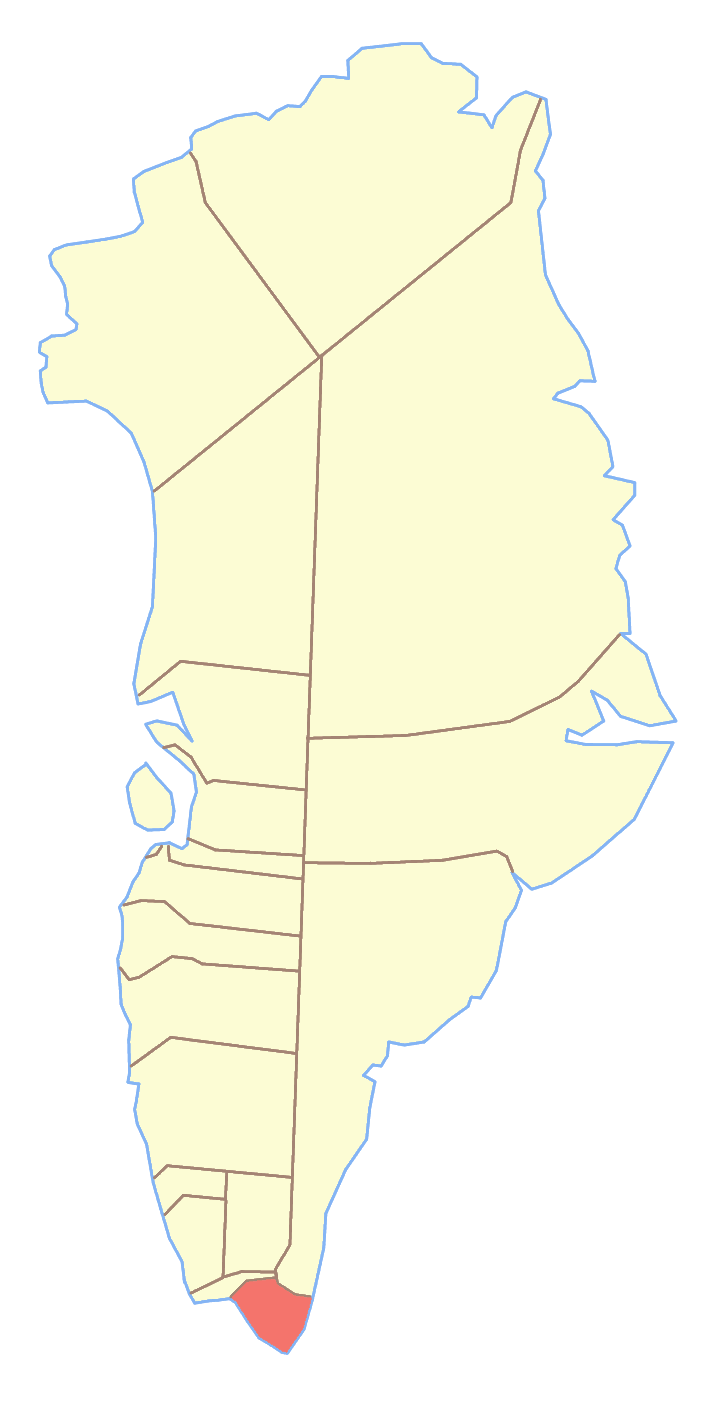
Ex comune di Nanortalik, dove si trova il Monte Naajatsiaat

Il monte Naajatsiaat (groenlandese: Naajatsiaat Qaqqaat) è una montagna della Groenlandia di 1196 m. Si trova a 60°32'N 44°37'O; appartiene al comune di Kujalleq.